# Літонія (Огайо)
Літонія (англ. Leetonia) — селище (англ. village) в США, в окрузі Коламбіана штату Огайо. Населення — 1833 особи (2020).

## Географія
Літонія розташована за координатами 40°52′44″ пн. ш. 80°45′47″ зх. д. / 40.87889° пн. ш. 80.76306° зх. д. (40.878838, -80.762930).  За даними Бюро перепису населення США в 2010 році селище мало площу 5,88 км², з яких 5,86 км² — суходіл та 0,02 км² — водойми.

## Демографія
Згідно з переписом 2010 року, у селищі мешкало 1959 осіб у 748 домогосподарствах у складі 541 родини. Густота населення становила 333 особи/км².  Було 838 помешкань (143/км²).
Расовий склад населення:
| - 97,8 % — білих - 0,3 % — азіатів - 0,2 % — корінних американців - 0,2 % — чорних або афроамериканців - 0,1 % — вихідців з тихоокеанських островів |

До двох чи більше рас належало 1,5 %. Частка іспаномовних становила 0,8 % від усіх жителів.
За віковим діапазоном населення розподілялося таким чином: 26,1 % — особи молодші 18 років, 60,6 % — особи у віці 18—64 років, 13,3 % — особи у віці 65 років та старші. Медіана віку мешканця становила 38,2 року. На 100 осіб жіночої статі у селищі припадало 96,1 чоловіків;  на 100 жінок у віці від 18 років та старших — 93,6 чоловіків також старших 18 років.
Середній дохід на одне домашнє господарство  становив 47 557 доларів США (медіана — 38 317), а середній дохід на одну сім'ю — 52 312 долари (медіана — 44 342). Медіана доходів становила 44 125 доларів для чоловіків та 30 231 долар для жінок. За межею бідності перебувало 13,3 % осіб, у тому числі 19,3 % дітей у віці до 18 років та 7,5 % осіб у віці 65 років та старших.
Цивільне працевлаштоване населення становило 944 особи. Основні галузі зайнятості: виробництво — 22,1 %, освіта, охорона здоров'я та соціальна допомога — 16,9 %, роздрібна торгівля — 16,1 %.